# Promozione Emilia-Romagna 1981-1982
Nella stagione 1981-1982 la Promozione era sesto livello del calcio italiano (il massimo livello regionale). Qui vi sono le statistiche relative al campionato in Emilia-Romagna.
Il campionato è strutturato in vari gironi all'italiana su base regionale, gestiti dai Comitati Regionali di competenza. Promozioni alla categoria superiore e retrocessioni in quella inferiore non erano sempre omogenee; erano quantificate all'inizio del campionato dal Comitato Regionale secondo le direttive stabilite dalla Lega Nazionale Dilettanti, ma flessibili, in relazione al numero delle società retrocesse dal Campionato Interregionale e perciò, a seconda delle varie situazioni regionali, la fine del campionato poteva avere degli spareggi sia di promozione che di retrocessione.

## Girone A

### Squadre partecipanti
| Squadra                   | Città (provincia)              |
| ------------------------- | ------------------------------ |
| U.S. Alfonsinese          | Alfonsine (RA)                 |
| S.P. Argentana            | Argenta (FE)                   |
| U.S. Baracca Lugo         | Lugo di Romagna (RA)           |
| A.C. Bellaria Igea Marina | Bellaria (RN)                  |
| U.C. Castelbolognese      | Castel Bolognese (BO)          |
| A.S. Cervia               | Cervia (RA)                    |
| U.S. Comacchiese          | Comacchio (FE)                 |
| C.A. Faenza Sez.Calcio    | Faenza (RA)                    |
| Rivazzurra Calcio         | Rivazzurra (RN)                |
| A.C. Sammaurese           | San Mauro Pascoli (FC)         |
| S.S. Sampierana           | San Piero in Bagno (FC)        |
| San Marino Calcio         | Repubblica di San Marino (RSM) |
| A.C. Santa Sofia          | Santa Sofia (Italia) (RN)      |
| A.S. Santarcangiolese     | Santarcangelo di Romagna (RN)  |
| S.S. Savignanese          | Savignano sul Rubicone (FC)    |
| A.C. Voltana              | Voltana (RA)                   |

### Classifica finale
|  | Pos. | Squadra              | Pt | G  | V  | N  | P  | GF | GS | DR  |
|  | ---- | -------------------- | -- | -- | -- | -- | -- | -- | -- | --- |
|  | 1.   | Santarcangiolese     | 43 | 30 | 18 | 7  | 5  | 44 | 19 | +25 |
|  | 2.   | Sampierana           | 41 | 30 | 15 | 11 | 4  | 42 | 24 | +18 |
|  | 3.   | Argentana            | 35 | 30 | 11 | 13 | 6  | 38 | 21 | +17 |
|  | 4.   | Savignanese          | 31 | 30 | 12 | 7  | 11 | 31 | 31 | 0   |
|  | 5.   | Baracca Lugo         | 31 | 30 | 10 | 11 | 9  | 28 | 28 | 0   |
|  | 6.   | Cervia               | 31 | 30 | 9  | 13 | 8  | 21 | 21 | 0   |
|  | 7.   | Alfonsinese          | 30 | 30 | 8  | 14 | 8  | 33 | 25 | +8  |
|  | 8.   | Voltana              | 30 | 30 | 9  | 12 | 9  | 33 | 33 | 0   |
|  | 9.   | Santa Sofia          | 30 | 30 | 7  | 16 | 7  | 30 | 30 | 0   |
|  | 10.  | Comacchiese          | 29 | 30 | 9  | 11 | 10 | 25 | 28 | -3  |
|  | 11.  | Sammaurese           | 29 | 30 | 10 | 9  | 11 | 30 | 36 | -6  |
|  | 12.  | Rivazzurra           | 27 | 30 | 9  | 9  | 12 | 26 | 29 | -3  |
|  | 13.  | Faenza               | 27 | 30 | 5  | 17 | 8  | 29 | 35 | -6  |
|  | 14.  | Bellaria Igea Marina | 25 | 30 | 4  | 17 | 9  | 25 | 35 | -10 |
|  | 15.  | San Marino           | 25 | 30 | 7  | 11 | 12 | 25 | 38 | -13 |
|  | 16.  | Castelbolognese      | 16 | 30 | 3  | 10 | 17 | 19 | 46 | -27 |

- Santarcangiolese ammesso alla finale, promosso Interregionale dopo spareggi contro San Lazzaro e Martelli Castellucchio.

## Girone B

### Squadre partecipanti
| Squadra                         | Città (provincia)                   |
| ------------------------------- | ----------------------------------- |
| F.C. Athletic Carpi             | Carpi (MO)                          |
| G.S. Bo.Ca. Bolognina Casaralta | Bologna (BO)                        |
| G.S. Bondenese                  | Bondeno (FE)                        |
| A.C. Castel San Pietro Terme    | Castel San Pietro (BO)              |
| A.C. Crevalcore                 | Crevalcore (BO)                     |
| F.C. Finale                     | Finale Emilia (MO)                  |
| F.C. Formigine                  | Formigine (MO)                      |
| S.C. Medicinese                 | Medicina (BO)                       |
| Pol. Molinella                  | Molinella (BO)                      |
| Ostiglia F.B.C.                 | Ostiglia (MN)                       |
| U.S. Poggese                    | Poggio Rusco (MN)                   |
| U.S. San Felice                 | San Felice sul Panaro (MO)          |
| F.C. San Lazzaro                | San Lazzaro di Savena (BO)          |
| C.S. Sant’Agostino              | Sant'Agostino (Terre del Reno) (FE) |
| U.S. Vignolese                  | Vignola (MO)                        |
| U.S. Virtus Roteglia            | Castellarano (MO)                   |

### Classifica finale
|  | Pos. | Squadra                 | Pt | G  | V  | N  | P  | GF | GS | DR  |
|  | ---- | ----------------------- | -- | -- | -- | -- | -- | -- | -- | --- |
|  | 1.   | San Lazzaro             | 44 | 30 | 16 | 12 | 2  | 42 | 16 | +26 |
|  | 2.   | Crevalcore              | 39 | 30 | 15 | 9  | 6  | 30 | 21 | +9  |
|  | 3.   | Castel San Pietro Terme | 38 | 30 | 14 | 10 | 6  | 34 | 22 | +12 |
|  | 4.   | Athletic Carpi          | 36 | 30 | 13 | 10 | 7  | 40 | 28 | +12 |
|  | 5.   | Finale Emilia           | 33 | 30 | 12 | 9  | 9  | 41 | 29 | +12 |
|  | 6.   | Formigine               | 32 | 30 | 9  | 14 | 7  | 32 | 32 | 0   |
|  | 7.   | Ostiglia                | 31 | 30 | 10 | 11 | 9  | 31 | 27 | +4  |
|  | 8.   | Sant'Agostino           | 29 | 30 | 7  | 15 | 8  | 29 | 29 | 0   |
|  | 9.   | Virtus Roteglia         | 28 | 30 | 8  | 12 | 10 | 30 | 31 | -1  |
|  | 10.  | Medicinese              | 28 | 30 | 6  | 16 | 8  | 23 | 27 | -4  |
|  | 11.  | Poggese                 | 27 | 30 | 6  | 15 | 9  | 34 | 35 | -1  |
|  | 12.  | Vignoles                | 27 | 30 | 6  | 15 | 9  | 19 | 22 | -3  |
|  | 13.  | Bo.Ca.                  | 27 | 30 | 9  | 9  | 12 | 24 | 33 | -9  |
|  | 14.  | Molinella               | 25 | 30 | 9  | 7  | 14 | 22 | 29 | -7  |
|  | 15.  | San Felice              | 21 | 30 | 6  | 9  | 15 | 23 | 43 | -20 |
|  | 16.  | Bondenese               | 15 | 30 | 4  | 7  | 19 | 21 | 51 | -30 |

- San Lazzaro ammesso alla finale, promosso Interregionale dopo spareggi contro Santarcangiolese e Martelli Castellucchio.

## Girone C

### Squadre partecipanti
| Squadra                   | Città (provincia)        |
| ------------------------- | ------------------------ |
| A.S. Audax Medesanese     | Medesano (PR)            |
| G.S. Bagnolese            | Bagnolo in Piano (RE)    |
| U.S. Brescello            | Brescello (RE)           |
| G.S. Combisalso           | Salsomaggiore Terme (PR) |
| U.S. Danilo Martelli      | Castellucchio (MN)       |
| U.S. Fontanellatese       | Fontanellato (PR)        |
| A.S. Guastalla            | Guastalla (RE)           |
| U.S. Montecavolo          | Montecavolo (RE)         |
| F.C. Novellara Sportiva   | Novellara (RE)           |
| Pol. Pegognaga            | Pegognaga (MN)           |
| U.S. Reggiolo             | Reggiolo (RE)            |
| A.C. Salsomaggiore        | Salsomaggiore Terme (PR) |
| A.C. San Secondo Parmense | San Secondo Parmense     |
| Calcio Scandiano Pol.     | Scandiano (RE)           |
| Sporting F.C.             | Reggio Emilia (RE)       |
| A.S. Termolan Bibbiano    | Bibbiano (RE)            |

### Classifica finale
|  | Pos. | Squadra            | Pt | G  | V  | N  | P  | GF | GS | DR  |
|  | ---- | ------------------ | -- | -- | -- | -- | -- | -- | -- | --- |
|  | 1.   | Danilo Martelli    | 41 | 30 | 13 | 15 | 2  | 44 | 20 | +24 |
|  | 2.   | Salsomaggiore      | 40 | 30 | 15 | 10 | 5  | 41 | 23 | +18 |
|  | 3.   | Sporting           | 38 | 30 | 13 | 12 | 5  | 35 | 19 | +16 |
|  | 4.   | Scandiano          | 36 | 30 | 10 | 16 | 4  | 31 | 25 | +6  |
|  | 5.   | Termolan Bibbiano  | 35 | 30 | 11 | 13 | 6  | 34 | 26 | +8  |
|  | 6.   | Brescello          | 34 | 30 | 12 | 10 | 8  | 35 | 27 | +8  |
|  | 7.   | Montecavolo        | 34 | 30 | 11 | 12 | 7  | 34 | 29 | +5  |
|  | 8.   | Guastalla          | 30 | 30 | 9  | 12 | 9  | 24 | 27 | -3  |
|  | 9.   | Bagnolese          | 27 | 30 | 8  | 11 | 11 | 35 | 37 | -2  |
|  | 10.  | Audax Medesanese   | 27 | 30 | 8  | 11 | 11 | 26 | 32 | -6  |
|  | 11.  | Combisalso         | 26 | 30 | 9  | 8  | 13 | 32 | 34 | -2  |
|  | 12.  | Reggiolo           | 26 | 30 | 6  | 14 | 10 | 25 | 35 | -10 |
|  | 13.  | San Secondo        | 25 | 30 | 9  | 7  | 14 | 28 | 37 | -9  |
|  | 14.  | Fontanellatese     | 23 | 30 | 4  | 15 | 11 | 14 | 26 | -12 |
|  | 15.  | Pegognaga          | 20 | 30 | 5  | 10 | 15 | 23 | 40 | -17 |
|  | 16.  | Novellara Sportiva | 18 | 30 | 4  | 10 | 16 | 21 | 45 | -24 |

- Danilo Martelli Castellucchio ammesso alla finale, perde i spareggi promozione contro San Lazzaro e Santarcangiolese.

## Spareggi promozione le 1.classificate
- 05-05-82 San Lazzaro-D.Martelli Castellucchio 1-0
- 09-05-82 D.Martelli Castellucchio–Santarcangiolese 2-0
- 12-05-82 Santarcangiolese–San Lazzaro 1-0
- 16-05-82 D.Martelli Castellucchio-San Lazzaro 2-2
- 19-05-82 Santarcangiolese–D.Martelli Castellucchio 3-0
- 23-05-82 San Lazzaro-Santarcangiolese 0-0

### Classifica
- Santarcangiolese 5
- San Lazzaro 4
- D.Martelli 3